# Horaglanis abdulkalami
Horaglanis abdulkalami is een straalvinnige vissensoort uit de familie van de kieuwzakmeervallen (Clariidae). De wetenschappelijke naam van de soort is voor het eerst geldig gepubliceerd in 2012 door Babu.